# Caladenia toxochila
Caladenia toxochila är en orkidéart som beskrevs av Tate. Caladenia toxochila ingår i släktet Caladenia och familjen orkidéer.
Artens utbredningsområde är Sydaustralien. Inga underarter finns listade i Catalogue of Life.